# بروبيردين
بروبيردين (بالإنجليزية: Properdin)‏ ويُسمى أيضاً العامِل بي (بالإنجليزية: Factor P)‏ وهُوَ المُنظم الإيجابي الوَحيد المَعروف والذي يَعمل على تَفعيل النِظام المُتمم الذي يؤدي بدوره إلى استقرار المَسار الثانوي كونفيرتاز. يُوجد البروبيردين في بلازما دَم الحَيوانات المُعقدة.

## تاريخياً
اكتُشِفَ البروبيردين في عام 1954 مِن قبل الدُكتور لويس بيلمير الذي كان يَعمل في مَعهد علم الأمراض (الآن قِسم عِلم الأمراض في جامعة كيس وسترن ريسرف).

## التَركيب
يُعتبر البروبيردين من بروتينات الجاما غلوبولين التي تتكون من عدةِ وِحدات بروتينية مُتماثلة مَع مَوقع ارتباط مُنفصل. يَتواجد البروبيردين الطبيعي على شَكل ثُنائي أو ثلاثي أو رباعي القُسيمات بِنسبة ثابتة 22:52:28.

## الوَظيفة
يُشارك البروبيردين في بَعض أنواع الاستجابة المَناعية الخاصة، حَيث يَلعب دَوراً في التِهاب الأنسجة بالإضافة إلى تَغليف مُسببات الأمراض كَي يتم ابتلاعها بِواسطة البَلعميات، وِمن المَعروف أن البروبيردين يُشارك أيضاً في عملية تَحييد بعض أنواع الفيروسات.
يَعمل البروبيردين على تَعزيز وَتقوية ارتباط الجُزء الكَبير للعُنصر المُكمل الثالث (C3b) مَع العامل بي (Factor B)، بالإضافة إلى ذلك يقوم بِتزويد السَطح بنقطة مِحورية لِتجمع أجزاء العُنصر المُكمل الثالث (C3bBb). يَرتبط البروبيردين مَع بعض العَوامل الأُخرى من أجلى تنشيط المَسار البَديل لكونفيرتاز العنصر المُكمل الثالث، وَيعمل البروبيردين على تَثبيط العامل اتش (Factor H) الذي يتوسط عَملية شَق الجزء الكبير للعنصر المُكمل الثالث عن طَريق العامل آي (Factor I).

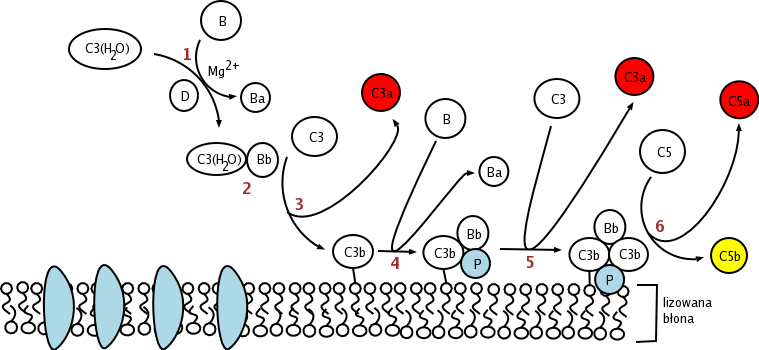
المَسار الثانوي (البَديل) - البروبيردين هو المُشار إليه بالدَوائر الزرقاء المُحتوية على حَرف P-، بَعض الكَلمات بالصورة باللغة البولندية

لا يَعتمد المَسار الثانوي في النِظام المُتمم على الأجسام المُضادة، حَيث يتم تنشيط هذا المَسار من خلال الغلوبولين المَناعي أ، وَأيضاً بواسطة متعددات التسكر وَ السُموم البَكتيريا الداخِلية، وَينتج عن تنشيط هذا المَسار الذَيفان التأقي وَانجذاب كيميائي وَأبسونين، والتي تُساعد بدورها على الحِماية والدِفاع ضِد مُسببات الأمراض.

## النَقص
يُعتبر نقص البروبيردين مرض نادر، حَيث يرتبط هذا النَقص بالكروموسوم إكس، وَأكثر الأشخاص عُرضة لهذا المَرض هم الأشخاص الذي يمتلكون القُدرة أو مصابين بِـمرض المكورات السحائية.